# Emphania sulcipennis
Emphania sulcipennis är en skalbaggsart som beskrevs av Moser 1911. Emphania sulcipennis ingår i släktet Emphania och familjen Melolonthidae. Inga underarter finns listade i Catalogue of Life.